# Louise Nathorst-Böös
Sophie Louise Nathorst-Böös, född 20 december 1870 i Erska socken, Älvsborgs län, död 31 augusti 1959, var en svensk lärare och skolledare. 
Louise Nathorst-Böös var dotter till förvaltaren på Gräfsnäs, vice häradshövdingen Jonas Böös och hans maka i tredje giftet Selma Louise Nathorst. Hennes bror var juristen Ernst Nathorst-Böös. Louise Nathorst-Böös genomgick Högre lärarinneseminariet i Stockholm 1893–1896 och var därefter till 1909 lärare vid Djursholms samskola, då hon blev föreståndare för Fredrika Bremer-förbundets lanthushållsseminarium i Rimforsa, där hon var verksam till 1930 och var samtidigt rektor för förbundets lanthushållsskola där 1924–1929. Hon var förordnad som statens lanthushållskolinspektris 1925–1933. Hon var ledamot av den statliga utredningen angående den lägre lantbruksundervisningens ordnande 1928–1940. Åren 1921–1933 var hon ordförande i Svenska lanthushållsskolornas förening. I Tjärstads landskommun innehade hon kommunala uppdrag. Hon erhöll 1930 medaljen Illis quorum.